# 東京マーケット情報
『東京マーケット情報』（とうきょうマーケットじょうほう）は、1987年7月6日から2021年3月26日まで旧・NHK衛星第1テレビジョン（後のNHK BS1）で株式市場が開かれている平日（月曜日から金曜日）に放送されていた株式市況番組。

## キャスター
- 柏田久美子（2015年3月30日 - 2021年3月26日）※日付は前場の初登場時
- 岸田彩加（2019年4月1日 - 2021年3月26日）※日付は前場の初登場時

上記2名とも毎日担当するが、午前（前場）と午後（後場）を隔週交代で担当。片方のキャスターが夏休みの場合はもう一方のキャスターが前場・後場を通して担当。
これまでの出演者
- 竹内優美（2013年4月1日 - 2015年3月20日）※日付は前場の初登場時
- 高須沙知子（2010年3月29日 - 2014年12月30日、2016年4月4日 - 2019年3月29日）※日付は午前の初登場時。高須は1年3ヵ月ぶりの復帰となる。
- 関則夫（後場のみ）（2007年度）
- 神子田章博（後場のみ）（2007年度）
- 岩間正之（後場のみ）（2006年度　- 2007年度）
- 加藤桂子（2005年3月28日　- 2013年3月29日、2015年1月5日 - 2016年4月1日）
- 佐藤真由美（2001年4月2日 - 2010年3月26日）（午前、午後 隔週）
- 瓶子和美（1997年3月12日 - 2005年3月25日）
- 大坪敦子（1998年3月30日 - 2001年3月30日）
- 柿崎元子（1997年3月12日 - 1998年3月27日)
- 新井伸子（1996年6月7日 - 1997年3月11日）
- 高田尚美（1996年6月7日 - 1997年3月11日）
- 桜木真由美（1994年4月以前 - 1996年6月4日）
- 横山律子（1994年4月以前 - 1996年6月4日）

ほか

## 内容
東京証券取引所の市場取引の各株価の終値を、それぞれ前場と後場の取引終了25分後から放送する。それぞれ次のような番組構成となる。
- 【前場】市況概況、終値の字幕速報
- 【後場】市況概況、ビジネス動向に関するニュース、東証からの証券関係者による解説、終値の字幕速報

後場の時間帯は、2008年度、2009年度にはアナリストによる経済動向見通しや、経済最前線で紹介された特集コーナーが終値の字幕速報後に伝えられていた。
2006年度、2007年度頃は経済部記者と2人で放送し、15:25 - 16:00、15:25 -15:55と現在よりも時間枠も拡大していた。
また、年末の取引最終日（大納会）は後場の放送時間を拡大（前倒し）した上で1年間の経済状況の振り返りを行っている。
2021年2月10日にNHKから発表された2021年度番組改編で同年3月26日に番組を終了することを発表。番組は同日をもって予定通り終了し、33年9ヶ月の歴史に幕を閉じた。今後はBS1にて配信しているデータ放送内の経済情報を充実させるとしている。

## スポーツ中継時の対応
メジャーリーグをはじめとするスポーツ中継と時間が重複する場合、L字型画面で記者・キャスターの解説無しで放送する。かつては15分の短縮版としてNHK衛星第2テレビ（NHK-BS2）に振り替えて放送することもあったが、2011年4月1日に開局したBSプレミアムでは振り替え放送は行われないこととなった。
- 前場をL字型画面で放送する場合、開始1～2分ほど前に「この後○時○分から○分まで東京マーケット情報をL字画面でお伝えします」のテロップを出す。本来の放送開始時間になるとスポーツ中継の画面を右上に縮小した上で、L字画面右下に番組題名を出し、その後は画面左側に日経平均株価と東証株価指数（TOPIX）を常時掲示（開始時は円相場も）し、下側に午前中の市況終値を流し続けている。この際、BS1のウォーターマークも少しずれる。
- かつて行われていたBS2への振り替え放送（前場、12時15分～）は、メジャーリーグのオールスターやポストシーズン・ワールドシリーズ、NFLのスーパーボウル、NBAのNBAファイナルの中継の場合などに行われ、2008年の北京オリンピックでも同様の対応をとっていた。2010年のバンクーバーオリンピック期間中は通常、総合テレビと同時に正午のニュースが放送される時間帯（12:00～12:15）に放送された（このときの総合テレビの正午のニュースはオリンピック中継に内包して行われていたため）。
- メジャーリーグ中継がまれに録画撮って出しで放送する場合、その試合の終了後から時間を短縮して、記者・キャスター解説が有る通常版に近い形で放送するケースもある。また、当初通常版で放送する予定が、試合延長によって放送の目処が立たない場合に、急遽L字画面での放送に変更する場合や、予定の放送時間よりも早く終了して時間が余った場合、フィラーとして放送される番組（例・MLBスター名鑑、NHKプレマップなど）と併せてL字画面で放送するケースもある。まれに番組自体休止となる場合もある。
  - なお、2011年度上半期は大リーグ中継が1日に原則2試合程度（午前8時台-午後2時前までが主）放送されるが、日によって午前中の1試合だけの放送で終わる日、あるいは日本時間のランチタイムの試合が雨天などにより急遽中止や試合開始延期となるケースもあり、その場合は午前中の試合分の展開によるが、11時25分からのL字画面に加え、正午から12:25に通常版も放送することがあった（大リーグの試合がランチタイムに組まれていない場合は11:25-11:50に通常版を送り、正午から12:50は「ワールドWave」を編成していた）。
- 2011年度からは、他チャンネルでの振り替え放送が行われないこともあり、まれに放送時間を2分程度に短縮して、スポーツ中継終了後、または中継途中に放送するケースがある。この場合は、主要指標のみを伝える形となる（現在は後述にあるようにメインチャンネル・サブチャンネルともスポーツ中継が組まれた場合に限られている）。
  - 同年11月からはスポーツ中継が重なって、101chの放送ができない場合に限りマルチ編成としてサブチャンネルのBS102chで振り替え放送を行うことになった。11月18日までの前場は11:25-11:49と通常より時刻が繰り上がっていて、後場は通常通りの時刻で放送された。しかし、2011年11月21日から前場が11:30まで取り引きを延長したため、前場の放送はスポーツ中継の有無に関係なく12:00-12:25に繰り下げられた。そのため、L字型画面で放送する頻度は少なくなっている。なお、メインチャンネル・サブチャンネルともスポーツ中継が組まれた場合はメインチャンネルで2分間の放送にとどめて主要指標のみを伝えている。この場合でも12:00から12:17まではL字画面の文字情報とスポーツ中継を並列して放送するが、スポーツ中継が予定より早く終了したり、試合中止となった場合はL字型ではなく、通常放送とする場合もある。後場の放送については大相撲中継が総合テレビで国会中継がある場合に15:20以降はメインチャンネルで放送するため、当番組はサブチャンネルでの放送となる。後場のL字型画面は、2011年3月までは国会中継の関係で本来総合テレビ・BS2で放送される大相撲中継が、BS1で代替放送となった場合などに限られていた。2012年のロンドンオリンピックでも前場・後場とも同様にマルチチャンネル編成でサブチャンネルでの放送する対応をとることになった。

## その他
- 2011年3月までのオープニングテーマ曲はキース・マンスフィールド「Here and Now」、エンディングテーマ曲はキース・マンスフィールド「Good News」
- 2011年3月4日の午後の放送は総合テレビのニュースを放送するニュースセンターのスタジオから特設ニュースを放送した関係で2分遅れでの開始となった（この日、総合テレビは国会中継放送中につき、BS1単独で放送。NHKワールド・プレミアムも同時）。
- 33年9ヶ月の長期にわたって続いた番組が終了したことへの周知不足により、NHKに4,000件超の意見や問い合わせが殺到したため、番組終了翌週のNHK BSニュース枠内や30秒スポットにおいて、番組の終了を改めて告知すると共にBS1データ放送の紹介が行われた[3][4][5]。